# Allopiophila luteata
Allopiophila luteata är en tvåvingeart som beskrevs av Alexander Henry Haliday 1833. Allopiophila luteata ingår i släktet Allopiophila och familjen ostflugor. Arten är reproducerande i Sverige. Inga underarter finns listade i Catalogue of Life.